# Stavsjön (Agunnaryds socken, Småland)
Stavsjön är en sjö i Ljungby kommun i Småland och ingår i Helge ås huvudavrinningsområde.